# Samorząd terytorialny w Niemczech
Samorząd terytorialny w Niemczech – system samorządu terytorialnego Niemiec jest jednym z najbardziej wieloaspektowych w Europie. Jest to zależne od wprowadzenia rozbieżności przez poszczególne landy, jak i federalnym systemem państwa. Niemiecka samorządność opiera się na Ustawie Zasadniczej Republiki Federalnej Niemiec z 23 maja 1949 r. oraz na konstytucjach i ustawach 16 krajów związkowych, które tworzą współczesne państwo niemieckie.

## Landy
Landy uznawane są za poziom regionalny. Posiadają one charakter państw, których suwerenność jest ograniczona. Niemcy składają się z 16 landów, z czego 3 stanowią odrębne miasta – Berlin, Hamburg i Brema. W landach pojawia się parlament regionalny tzw. Landtag oraz rząd regionalny. Zastępują one dowolne władze samorządowe. Członkowie parlamentu są wybierani w wyborach bezpośrednich i powszechnych, a ich zadaniem jest wybór premiera i rządu regionalnego. W landach niemieckich zazwyczaj występuje model dwustopniowego samorządu terytorialnego, czyli powiaty i gminy.

## Powiaty
Na terenie Niemiec występuje 313 powiatów, gdzie władzę sprawują zgromadzenie powiatowe i starosta. Są oni wybierani bezpośrednio przez mieszkańców. Jedynie w Brandenburgii i Badenii-Wirtembergii starostę wybiera rada. Kadencja zgromadzenia trwa 5 lat, natomiast starosty 8 lat. Kompetencje zgromadzenia ograniczają się do spraw powiatowych z wyjątkiem tych, które są zastrzeżone tylko i wyłącznie dla starosty. Starosta zaś przewodniczy zgromadzeniu, ale również komisji powiatowej. Jest on organem wykonawczym, do którego należy prawo udziału w głosowaniu, jak i weta dla sprzecznych z prawem postanowień.

### Zadania powiatu
Do zadań powiatu należy przede wszystkim:
- nadzór nad samorządami lokalnymi
- budowa i utrzymanie dróg
- gospodarka odpadami
- biblioteki, kultura, turystyka
- powiatowe planowanie przestrzenne
- szkolnictwo dorosłych[3]

## Gminy
Wyróżniamy 12 320 miast i gmin na poziomie gminnym oraz 17 związków lokalnych samorządu.
Organem stanowiącym w gminie jest rada, zaś organem wykonawczym jest burmistrz. Członkowie rady wybierani są w wyborach powszechnych, bezpośrednich, wolnych, równych i w głosowaniu tajnym. Stanowi ona przedstawicielstwo ogółu mieszkańców gminy. Aby móc wziąć udział w wyborach należy być obywatelem gminy. Wystarczy, że będziemy mieli obywatelstwo niemieckie lub obywatelstwo jednego z krajów Unii Europejskiej.
Ustroje gmin w poszczególnych landach uregulowane są przez ustawodawstwa krajowe, co powoduje ich mocne zróżnicowane, przede wszystkim pod względem uprawnień organów gminy, długości ich kadencji i sposobów ich wyboru.

### Zadania gmin
Zadania gmin obejmują:
- wsparcie lokalnej działalności gospodarczej
- budowę i utrzymanie infrastruktury transportu publicznego
- opiekę społeczną
- sprawy kultury i sportu
- rejestrację stanu cywilnego

### Budżet gminy
Budżet gminy odgrywa ważną rolę, gdyż od niego zależy czy zaplanowane zadania zostaną zrealizowane i czy gmina będzie mogła sfinansować dane cele. Źródłem finansów gmin są zyski z majątku gruntowego, z różnych opłat za korzystanie z instytucji komunalnych i gminnych, jak i dotacji i pożyczek. Najważniejszym źródłem dochodu gminy są podatki, ponieważ gmina może nimi dobrowolnie rozporządzać.

### Systemy ustroju gmin
W Niemczech wyróżnia się cztery rodzaje systemów w zależności od urzędu, który jest decyzyjny:
- Model północnoniemiecki – obywatele wybierają radę gminy. Spośród rady gminy wybierany jest burmistrz, który reprezentuje gminę na zewnątrz. Rada wybiera również urzędników komunalnych z wyboru[6].
- Model południowoniemiecki – obywatele wybierają radę, która jest naczelnym organem. Sprawuje ona kontrolę i podejmuje zasadnicze decyzje. Drugi organ to burmistrz i jest on wybierany w wyborach bezpośrednich. Burmistrz przewodniczy radzie, natomiast rada sprawuje nadzór nad burmistrzem[7].
- Model magistracki – obywatele wybierają radę miasta, która jest pierwszą izbą. Do jej zadań należy wybór drugiej izby i magistratu. Burmistrz może być wybierany przez radę miasta bądź przez mieszkańców gminy w wyborach bezpośrednich. Zajmuje się on sprawowaniem magistratu[8].
- Model burmistrzowski – najczęściej spotykany w Niemczech. Wyróżnia się tu wysoka pozycja burmistrza, którego wybiera rada. Burmistrz jest przewodniczącym z prawem głosu, ale tylko we właściwym ustroju burmistrzowskim. Natomiast w modelu niewłaściwym tylko przewodniczy radzie. Kadencja burmistrza i rady trwa od 6 do 8 lat w zależności od landu[6].